# Superman: The Game
Pour les articles homonymes, voir Superman (homonymie).
Superman: The Game  est un jeu vidéo d'action-aventure développé par Fernando Herrera, et édité par First Star Software. Le jeu est sorti en 1985 sur Commodore 64 aux États-Unis. Puis le jeu est sorti en Europe sur  Acorn Electron, Amstrad CPC, Atari 400/800/XL/XE, BBC Micro, Commodore 16/Plus/4 et ZX Spectrum.